# Маскалагния

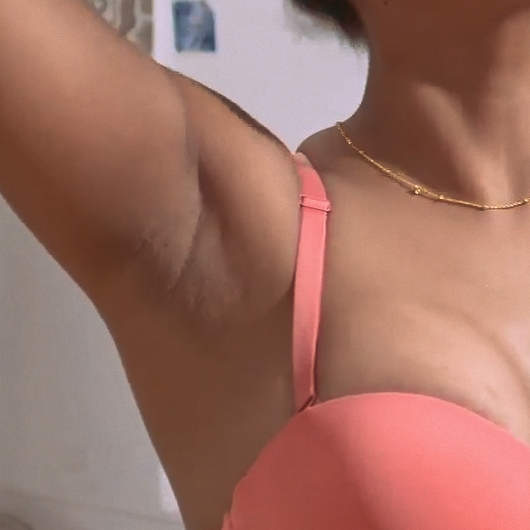
Женская подмышка

Маскалагния, также просто фетиш подмышек — тип сексуального фетиша, при котором человек испытывает влечение к подмышкам. Формой проявления маскалагнии является половой акт, в котором задействованы подмышки. Вероятно, в основе этого фетиша лежит символическое уподобление подмышки влагалищу.

## Запах
Естественный запах тела, такой как запах подмышек, может вызывать сексуальное влечение. Александр Комфорт отмечал, что раньше бритье подмышек для женщины было «невежественным вандализмом», приравниваемым к уничтожению мощного «сексуального инструмента».
Согласно исследованию бельгийских учёных, некоторые феромоны, содержащиеся в поте подмышек (например, андростадиенон), улучшают настроение, если их понюхать или облизать.